# Alla tiders kvinnor
Alla tiders kvinnor (engelska: 20th Century Women) är en amerikansk dramakomedifilm från 2016 i regi av Mike Mills, med Annette Bening i huvudrollen. Filmen hade amerikansk urpremiär den 8 oktober 2016 och svensk premiär den 10 mars 2017.

## Handling
Filmen handlar om tre kvinnor från olika generationer som utforskar kärlek och frihet i södra Kalifornien under 1970-talet.
I Santa Barbara finns Dorothea Fields, som är en bestämd ensamstående mamma i 50-årsåldern som uppfostrar sin tonårsson Jamie i en tid präglad av kulturella förändringar och uppror. Dorothea vänder sig till två yngre kvinnor i sin närhet för hjälp med att uppfostra Jamie: Abbie, en fritänkande punk-konstnär som bor inneboende hos familjen Field, och Julie, en smart och provocerande tonårstjej som bor granne med familjen och som är vän till Jamie. Tillsammans försöker de lära Jamie allt de kan om livet, kärleken, sex och frihet.

## Om filmen
Filmen nominerades för två Golden Globe Award, bästa film – musikal eller komedi, och bästa kvinnliga huvudroll (Bening) samt för en Oscar för bästa originalmanus 2016.

## Rollista i urval
- Annette Bening – Dorothea Fields
- Greta Gerwig – Abigail "Abbie" Porter
- Elle Fanning – Julie Hamlin
- Lucas Jade Zumann – Jamie Fields